# Penaea
Penaea es un género con 50 especies de plantas del orden Myrtales, familia Penaeaceae. De algunas especies se extrae la goma natural llamada sarcocola.

## Especies seleccionadas
- Penaea acuta Thunb. -- in Hoffm.
- Penaea acutifolia A.Juss.
- Penaea affinis Endl.
- Penaea barbata Endl.
- Penaea bolusii Gand.
- Penaea candolleana Stephens
- Penaea cneorum Meisn.
- Penaea dahlgrenii Rourke
- Penaea dregei Endl. --
- Penaea mucronata L. - planta de los azarotes de África[1]